# Emanuel Geibel

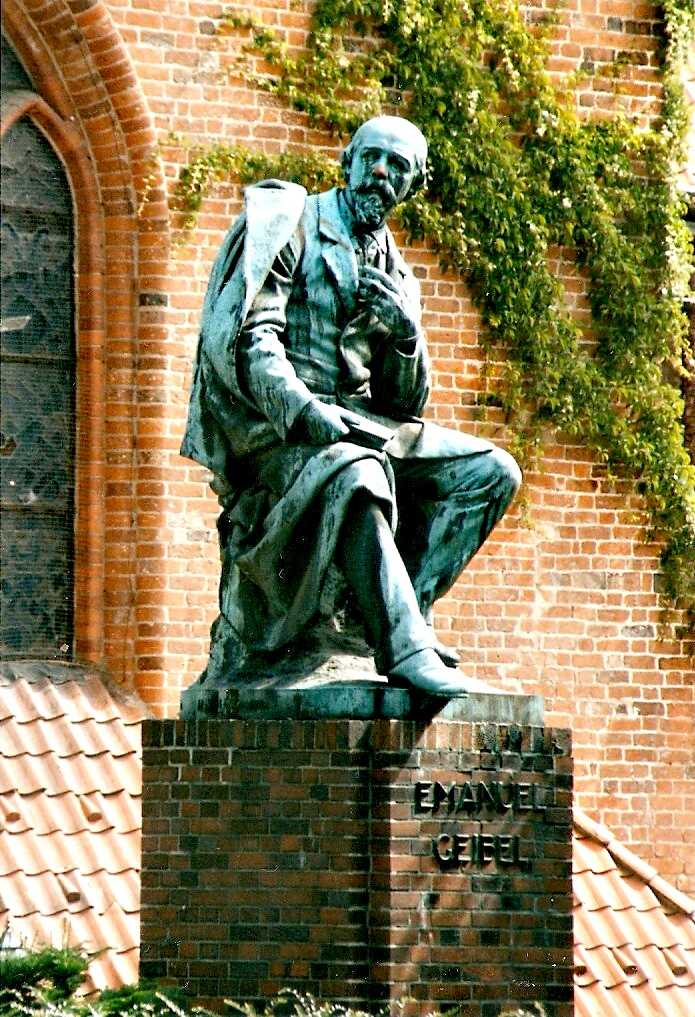
Emanuel Geibel

Emanuel von Geibel (n. 17 octombrie 1815 - d. 6 aprilie 1884) a fost un poet și dramaturg german.
Lirica sa, de factură tradiționalistă, are accente patetice și cultivă cu precădere versul popular.

## Opera
- 1841: Vocile timpului ("Zeitstimmen")
- 1855: Domnul Andrea ("Meister Andrea")
- 1856: Poezii noi ("Neue Gedichte")
- 1857: Brunhild
- 1871: Chemările crainicului ("Heroldsrufe").

Geibel a tradus din lirica spaniolă și franceză.